# Chitty
Els chitty són un grup específic del poble tàmil emigrat a Malaca i Singapur, coneguts també com a indis peranakans en contraposició als peranakan (xinesos dels Estrets).
La seva població actual s'estima en unes dos mil persones. Parlen un malai deformat amb inclusió de moltes paraules tàmils, però la majoria ha perdut l'habilitat de parlar fluidament el tàmil.
Els seus orígens es troben en comerciants tàmils de Panai (Tamil Nadu) establerts a Malaca abans del segle xv. Es van barrejar amb malais i xinesos; al caure el sultanat de Malaca es van tallar els contactes de la comunitat amb Tamil Nadu. Sota administració portuguesa, holandesa i britànica van anar adoptant costums locals, com evidència el temple de Sri Poyatha Moorthi Temple, construït el 1781 per Thavinayagar Chitty, líder aleshores de la comunitat Chitty, amb autorització dels holandesos.
El seu principal assentament és Kampung Tujuh a la vora del Jalan Gajah Berang, habitada també per xinesos i malais. Una part de la comunitat va emigrar al segle xix i xx a altres llocs, però principalment a Singapur. La seva identitat ètnica està a punt de desaparèixer i la majoria han estat assimilats per indis, xinesos o malais.